# 1968年伊利诺伊州地震
1968年伊利诺伊州地震发生于11月9日上午11:02，是截止2013年6月位于美国中西部的伊利诺伊州有纪录以来的最强烈地震，测得其黎克特制地震震級为5.4级。虽然没有人员在事件中丧生，但地震还是对许多建筑造成相当严重的损坏，包括多个烟囱倒塌，该地区最大的城市芝加哥震感也很强烈。此次地震也是美国历史上波及面最广的一次，影响了23个州，影响面积超过150万平方公里。在对地震成因的研究过程中，科学家发现了位于小埃及伊利诺伊盆地以下的地理断层。
区域内数百万人感觉到了强烈震感，对地震的反应也各不相同：震中附近一些人对于地面的强烈晃动都没有反应过来，其他人则惊慌失措。该地区未来仍然很有可能发生地震，2005年，一些地震学家和地质学家估计在2055年以前有90%的可能这里将发生一次震级6至7的地震，并且很可能起源于伊利诺伊州和印第安纳州边界的沃巴什谷地震带或新马德里地震带。

## 背景
伊利诺伊州有记录以来最早的一次地震发生在1795年，这场轻微地震吓坏了居住在卡斯卡斯基亚的居民（今兰道夫县境内的一个小村庄）。1909年5月和7月，以及1968年11月发生了较大规模地震，其数据显示这一地区的地震烈度为中等，但在很大的地理范围内都会有震感，这主要是因为这里的地质结构缺少断层线。1909年5月发生在奥罗拉的地震对130万平方公里的居民造成了影响，而1968年伊利诺利州地震更影响了生活在周边150万平方公里的人们。不过与该地区地震会在很大地理范围内有震感的观念存在冲突的是，1965年的一场地震仅被生活在亚历山大县一个小村庄附近的居民感觉到，虽然其烈度与1909和1968年的那两场地震是基本相同的6(VII)度。1968年前，这里还分别在1838、1857、1876[a]、1881、1882、1883、1887、1891、1903、1905、1912、1917、1922[b]、1934、1939、1947、1953、1955和1958年有记录到地震。1968年后，这一地区还分别于1972、1974、1984和2008年发生过地震。

## 地质

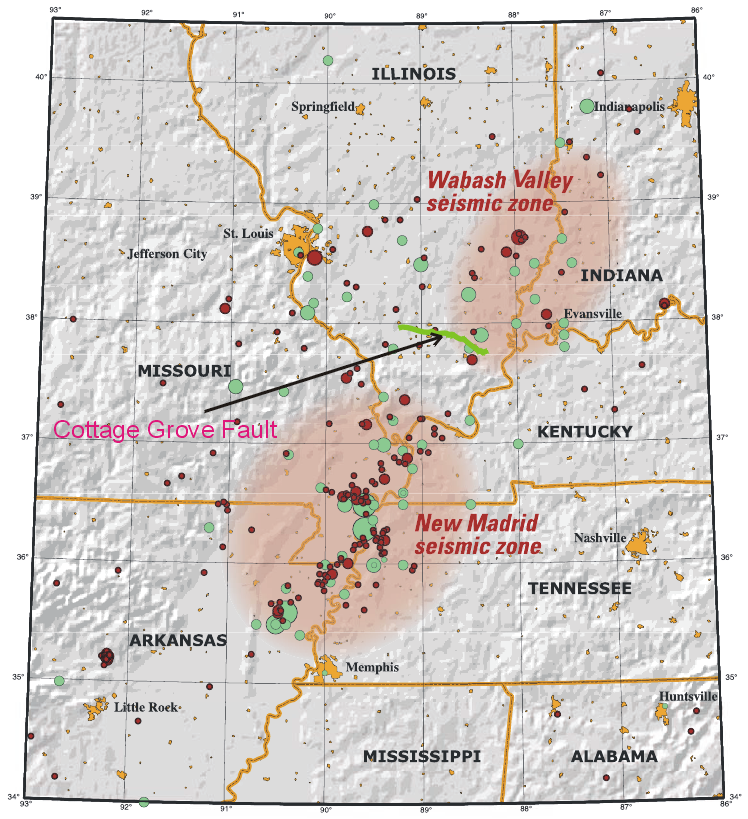
位于伊利诺伊盆地的断层（箭头指出的绿色线条）

地震发生在1968年11月9日（星期日）上午11:02。震央位于汉密尔顿县一个名叫布劳顿（Broughton）的小村庄略偏西北部，并接近伊利诺伊州与印第安纳州的分界线，密苏里州圣路易斯以东约193公里。震央周围有多个小镇建在平坦的冰川湖平原和小山上。科学家描述地震的烈度为“强”。地震期间测得的面波和体波震级分别为5.2级和5.54级，矩震级达到5.4级，震源深度25公里[c]。
对地震进行的一次断层平面解确认有两个节点平面（一个是断层面，另一个是辅助面）从北向南发生撞击，并与东西方向呈45度倾斜。这意味着存在逆冲倾向断层和一个东西轴线水平的围压。截止地震发生时，震中附近地区没有已知的断层带，但其活动与该地区以东约16公里沃巴什谷地震带的活动相符，震动还部分发生在新马德里地震带，该地震带造成了1812年的新马德里大地震，截止2013年6月，该地震仍然是美国本土有纪录以来最强烈的一次。科学家们对地震的成因提出了多种不同的解释。芝加哥洛约拉大学地震学主任唐纳德·罗尔（Donald Roll）提出地震是由于大量的泥沙在河流沉积，导致板块下方出现“跷跷板”效应。他对此解释道，“泥沙的重量将板块的一端压下，其它的地方就会翘起来”。不过，科学家最终意识到地震的真正成因是一个当时还不为人所知的断层，该断层位于伊利诺伊州南部盆地萨林县的县城哈里斯堡附近。 
这一断层与东西方向对齐，连接到了南北走向的沃巴什谷地震带的东面终点。由地质学家完成的地震观测图结果显示了单斜、背斜和向斜，这都意味着古生代时期附近地区发生的走滑断层导致了形变。这一断层沿着一个古老的前寒武纪地体边界运行，并主要在约3亿年前的宾夕法尼亚纪末期和二叠纪初期保持活跃。

## 损害

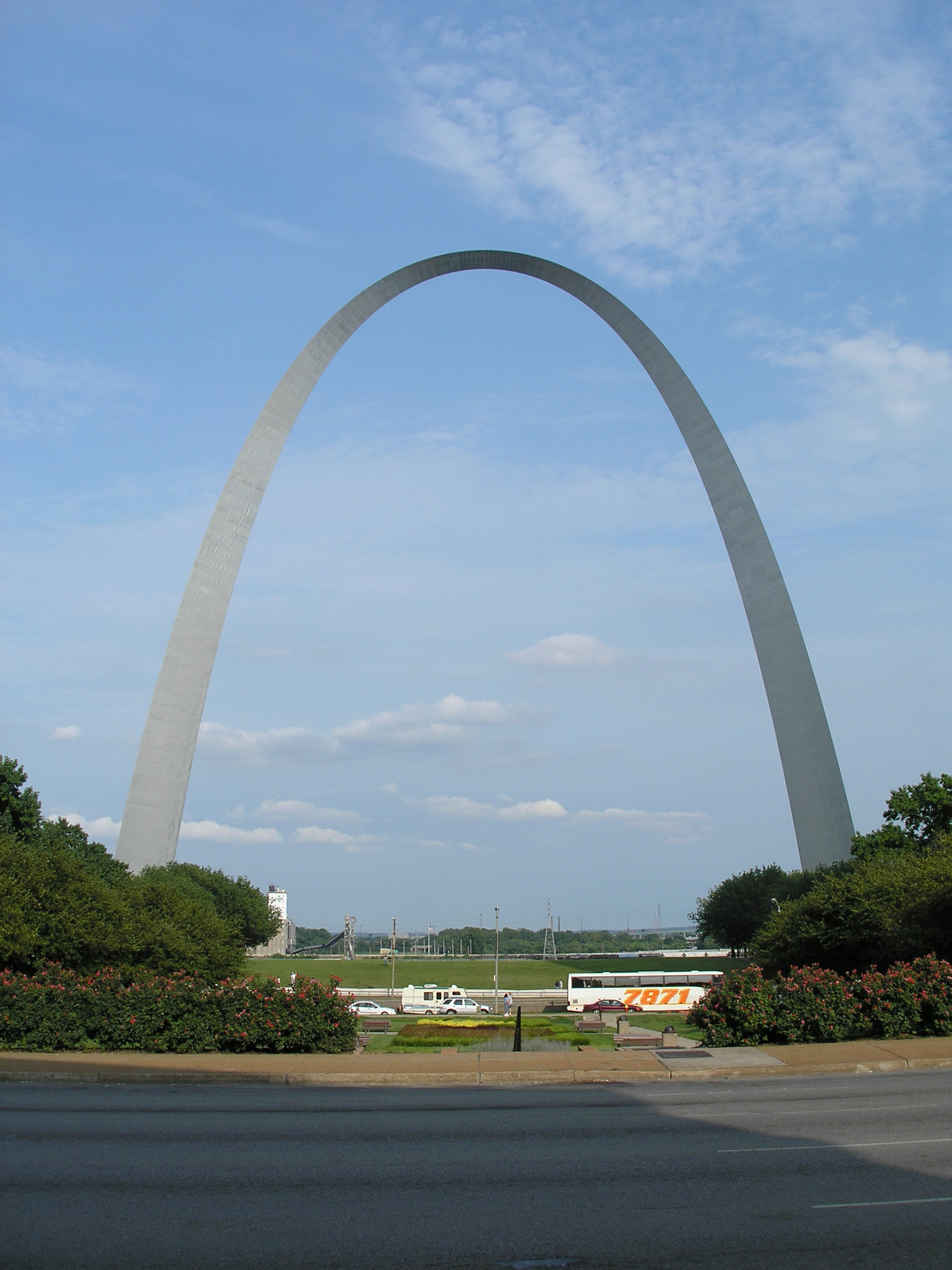
位于密苏里州圣路易斯的大拱门也因地震发生了摇动

全美有23个州对此次地震有震感，150万平方公里地区受到影响。震动向东延伸至宾夕法尼亚州和西弗吉尼亚州，向南直至密西西比州和亚拉巴马州，向北至加拿大的多伦多，向西到达俄克拉荷马州波士顿、莫比尔、彭萨科拉、安大略南部、阿肯色州、明尼苏达州、田纳西州、乔治亚州、堪萨斯州、俄亥俄州、密西西比州、肯塔基州、北卡罗莱纳州、密苏里州、西弗吉尼亚州、亚拉巴马州、内布拉斯加州、艾奥瓦州、俄克拉荷马州、南达科他州、宾夕法尼亚州、密歇根州和威斯康星州都收到了估计是因为此次地震引导致的震感报告。受影响最为严重的是埃文斯维尔、圣路易斯和芝加哥附近地区，但没有遭受到重大损失。没有出现人员丧生的报告，最严重的一起损伤是一个孩子在自己家门外被掉落的瓦砾砸到而昏迷。
因地震而受到损失的区域局限在伊利诺伊州、印第安纳州、肯塔基州、田纳西州以及艾奥瓦州中南部范围内，其中主要包括烟囱倒塌、地基裂缝、女儿墙坍塌以及墓碑翻倒。在麦克莱恩斯伯勒西南部的一户人家里，地震导致其内墙、烟囱开裂。当地邮局通过一种受害者研究对居民进行调查，并在现场检查，结果显示最强烈的震动发生在沃巴什谷、俄亥俄谷和伊利诺伊州中南部附近的其它低洼地区。在这4个州范围以外，会发生摇动的主要是汽车和烟囱，此外位于圣路易斯的大拱门也报告发生了摇晃。
麦克莱恩斯伯勒尤其经受了轻微但范围广泛的破坏。当地高中报告女子健身房有19扇窗户破损，石膏墙也出现裂缝。大部分高中教室的墙壁出现断裂。城里首座基督教卫理公会教堂的立面受损，一块砖和混凝土块从屋顶上掉下来。汉密尔顿县法院出现了多条结构性裂缝，其中一条位于法官座位上方的天花板上。城里的居民还报告有烟囱倒塌，有一户人家有三个烟囱被震倒，这造成了进一步的损失。
大部分烟囱受损的建筑都已有30至50年历史。距离震中东南方向约80公里的亨德森遭受了相当大的结构性损坏。包括破损的烟囱和开裂墙壁在内的中度损伤发生在伊利诺伊州中南部，印第安纳州西南部和肯塔基州西北部。例如在戴尔（Dale）以西10公里的一个混凝土砖水槽就发生了塌陷。在德梅因以南约129公里，位于艾奥瓦与密苏里州边境上的小镇兰维尔，居民可以感觉到长时间的晃动感。地震还损坏了镇上的水塔，导致其每小时会有1100升水从裂缝中流出。
唐纳德·罗尔（Donald Roll）正确地预测了这次地震不会有余震，他在之后表示，“那就像是一种安全阀，之前积累起来的压力已经释放掉了。”他还形容这次地震是“一种非常罕见的现象”。

### 反应
居住在该区域的数百万人感觉到了这次地震，这也是数十年来的首次重大地震事件。震颤之后，该地区的企业被清空。许多居民不相信地震规模超过了5级，有些人还没反应过来刚才发生了地震，比如有些居民就以为他们的炉子爆炸了，还有一个人以为震动是因自己的儿子“上窜下跳”导致的。在距震中48公里麦克莱恩斯伯勒的一家工厂，工人们冲出厂房，以为里面一个容量为4200升的水缸掉下来了。
人们的反应也是多种多样，有些形容自己“震呆了”，其他人称自己“摇摇欲坠”或是一整天都很紧张。一位叫哈罗德·凯丁格（Harold Kittinger）的工人说，“我不介意告诉任何人自己吓坏了，但我并没有那么害怕，我的鞋自己在移动”。一个女人推测震动是因为有“炸弹”。格雷斯·斯坦德弗表示地震来得很突然，她说，“我真怕得要命。我老公和我都在房子里。威尼斯色调的百叶窗开始不断摇晃。当那可怕的爆炸传来时，他抓住我然后我们一起跑了出去。房里的东西掉了一地，很多都摔碎了。我对他说，‘这就是了。’我以为世界末日来了。外面那些电线摇来晃去的，可又没有风。地面在我们脚下颤抖。我好害怕。我都不知道自己害怕。”芒特弗农的人们也被地震吓到了，不过有些人都没意识到发生了地震，简·本森（Jane Bessen）说她当时“在一辆车里……去埃文斯维尔，我们到了那里才知道发生了什么事”。

## 未来的威胁
2005年，一些科学家认定将来50年内新马德里地区有90%的可能会发生一次震级为6至7的地震。这有可能对近1000万人口的芝加哥大都市区造成重大伤害。科学家相信之前1811-1812年新马德里大地震对断层造成的压力正在增大，但之后的一项由普渡大学的艾里克·卡莱斯（Eric Calais）和其他专家的研究认为新马德里断层带邻近的板块每年移动的距离还不到0.2毫米，这样预期地震发生的时间跨度就会增加到500至1000年。一些科学家对未来地震的预测认为沃巴什谷地震带可能是一个源头，称其“危险”。
一位名叫道格拉斯·韦恩斯（Douglas Wiens）的地球与行星科学教授报告，“过去几年中发生过的最强烈地震都来源于沃巴什谷断层”，并表示需要对该断层进行更多的科学观测。美国地质调查局的史蒂文·奥伯米尔（Steven Obermeir）是多位发现沉积物的科学家之一，这些沉积物可能意味着沃巴什谷断层将引发里氏震级7级的地震。不过，另一位地球与行星科学助理教授迈克尔·怀塞逊（Michael Wyssession）对新马德里断层表示不屑，他说“20年来沃巴什断层已经发生过3次规模5或更强烈的地震，并且也有证据显示过去某个时段它还曾产生过规模达到7的强烈地震。而新马德里断层已经沉寂了很长时间，沃巴什断层已经得到了我们应有的重视。”

## 说明
- ^[a]  这年一共发生过两次地震；
- ^[b]  这年一共发生过三次地震；
- ^[c]  其它来源认为震源深度为19公里[11]。